# Agence européenne de garde-frontières et de garde-côtes
Frontex
Ne doit pas être confondu avec Agence européenne pour la gestion de la coopération opérationnelle aux frontières extérieures.
L’agence européenne de garde-frontières et de garde-côtes (en anglais : European Border and Coast Guard ou EBCG), appelée communément Frontex (contraction de Frontières extérieures), est l'agence de l'Union européenne chargée du contrôle et de la gestion des frontières extérieures de l'espace Schengen.
Elle est officiellement créée en 2004. Elle est composée de fonctionnaires à Varsovie et du corps des garde-côtes et gardes-frontières des États membres de l'espace Schengen afin de mettre en commun leurs moyens sur le terrain et d'appliquer une version réformée et renforcée du rôle de l'Agence européenne pour la gestion de la coopération opérationnelle aux frontières extérieures, appelée elle aussi Frontex, qui disparaît au profit de cette nouvelle agence.
Avancée en décembre 2015 par la Commission européenne en réponse à la crise migratoire en Europe, cette proposition permet d'octroyer un mandat renforcé et des fonctions élargies aux agents européens. L'agence a pour but de créer des normes communes de gestion des frontières extérieures et de surveiller en permanence ces frontières, avec des analyses de risque régulières et des « tests de vulnérabilités » obligatoires visant à identifier et résorber les points faibles. Des agents de liaison sont détachés auprès des États membres dont les frontières extérieures présentent un risque. Ils seront en mesure d'accéder aux systèmes nationaux d'information et de relayer ces informations à l'agence. Pour permettre à l'organisme de s'acquitter de ces tâches, son budget et son personnel seront progressivement augmentés.
À partir de 2019, l'agence est accusée par des journalistes de plusieurs pays européens de violer les droits fondamentaux des réfugiés et de collaborer avec des États qui ne respectent pas les droits de l’homme. En 2022, son directeur exécutif Fabrice Leggeri présente sa démission à la suite d'une enquête diligentée par l'Office européen de lutte antifraude au sujet de ces violations des droits de l'homme. Cette démission ne calme pas les reproches qui sont adressées à l'agence dont la suppression continue à être demandée par des ONG et des eurodéputés. Il est remplacé par le Néerlandais Hans Leijtens (nl). En avril 2024, la Ligue des Droits de l'Homme et Utopia 56 portent plainte contre Fabrice Leggeri pour complicité de crimes contre l'humanité et torture.

## Origine et développement

### Création
La mise en place de l'espace Schengen à partir de 1995 et la libre circulation à l'intérieur de cet espace conduisent l'Union européenne à renforcer la coopération entre États membres pour la surveillance et la protection des frontières.
Dès 2002 un groupe d'expert sur les frontières extérieures est mis en place (d'où le nom de Frontex, contraction de frontières extérieures) et à la suite d'un processus politique conduit entre 2002 et 2004, est décidée la création d'une agence européenne dédiée, Agence européenne pour la gestion de la coopération opérationnelle aux frontières extérieures, par le règlement n° 2007/2004 du Conseil du 26 octobre 2004. Avec Varsovie pour siège, l'agence commence ses opérations en 2005.

### Contexte de l'extension des compétences en 2016

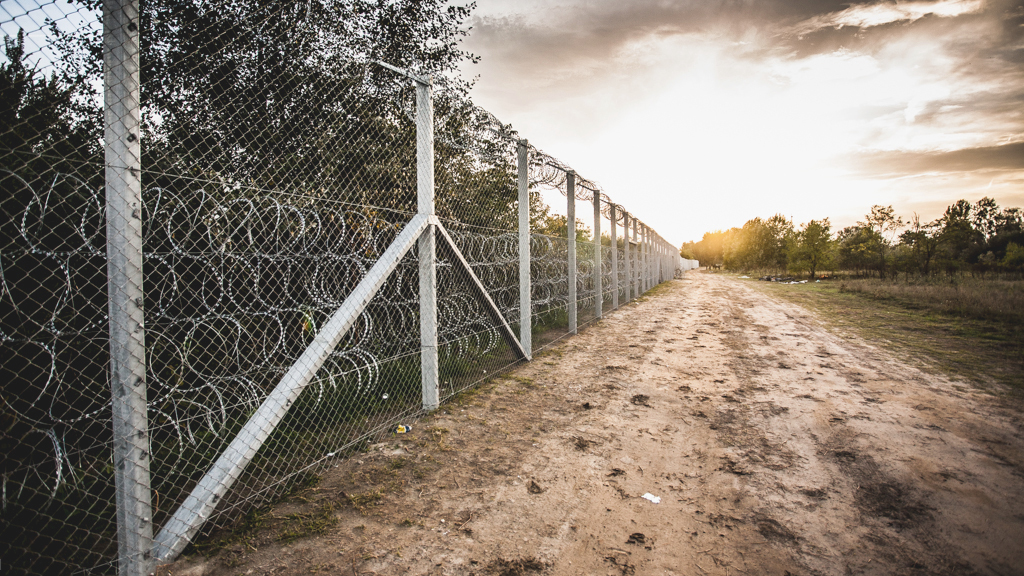
Barrière érigée sur la frontière serbo-hongroise par les autorités hongroises en réponse à l'immigration de masse qui a eu lieu en 2015.

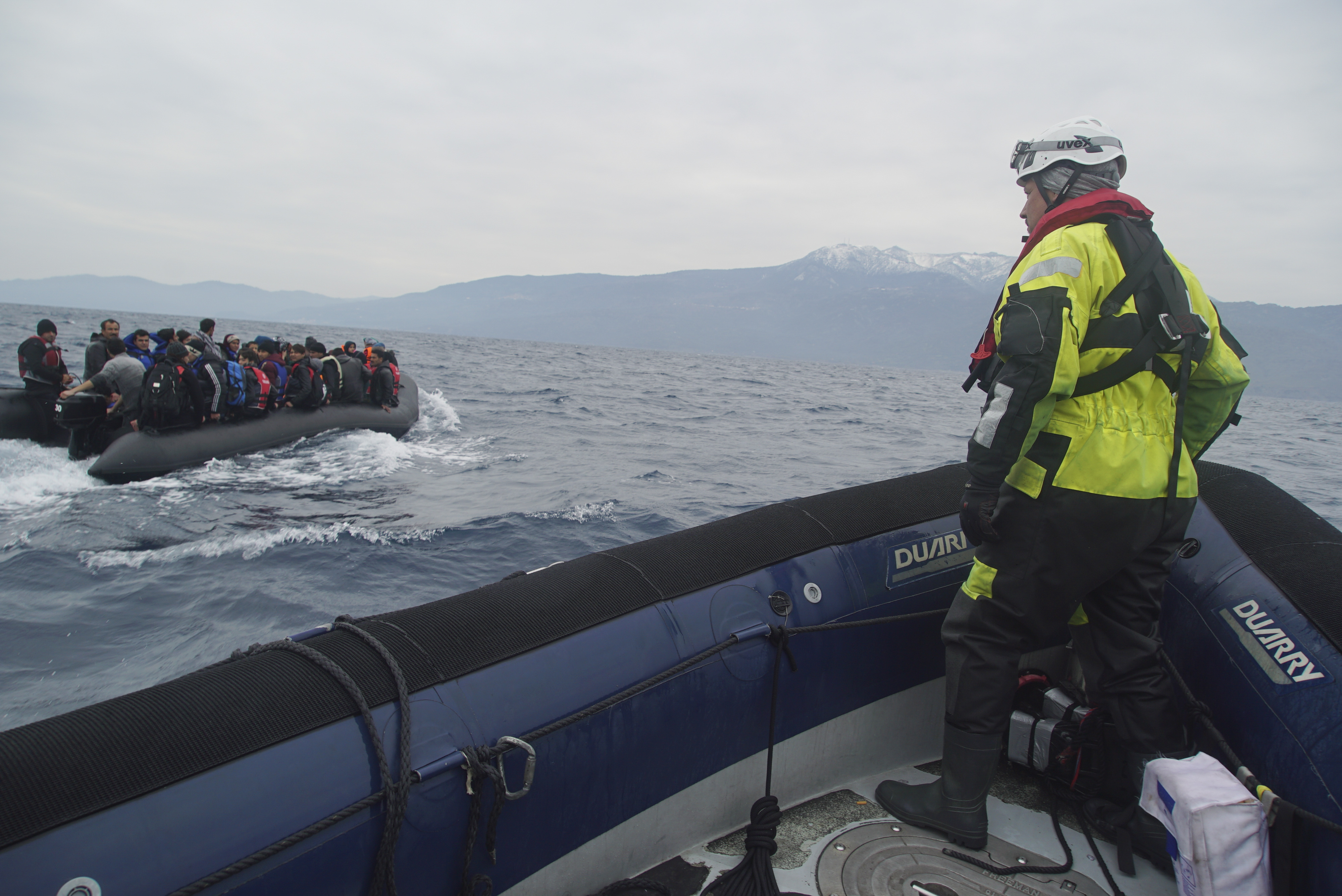
Migrants traversant la mer Égée sur un bateau, allant de la côte turque vers le nord-est de l'île grecque de Lesbos, le 29 janvier 2016.

En 2015, l'arrivée d'un grand nombre de migrants, conduit les institutions européennes à revoir le rôle de Frontex. Elles ont en effet estimé que l'agence « qui était dotée d'un mandat limité pour aider les États membres à sécuriser leurs frontières extérieures, ne disposait pas de personnel et d'équipements suffisants. Celle-ci était en effet tributaire, pour ses ressources, des contributions volontaires des États membres, et n'était pas habilitée à mener des opérations de gestion des frontières ou des opérations de recherche et de sauvetage. »
Sur la base des constats, en octobre 2016 le règlement fondateur de l'Agence a été modifié pour la troisième fois depuis sa création et a pris le nom d'« Agence européenne de garde-frontières et de garde-côtes », dotée de missions et de compétences élargies tant sur le plan opérationnel que sur celui du suivi et de la coordination de la gestion des frontières. Ce nouveau règlement a également institué le corps européen de garde-frontières et de garde-côtes, composé de l'Agence et des autorités nationales chargées de la gestion des frontières extérieures.
L'Agence a été proposée par la Commission européenne le 15 décembre 2015 afin de renforcer Frontex, largement considéré comme étant inefficace dans le sillage des migrants durant la crise. Certains ont ainsi qualifié la « crise migratoire en Europe » comme étant en réalité une « crise de la gestion de la migration ». La proposition a notamment été soutenue par la France, l'Allemagne, la Pologne et la Hongrie ayant exprimé leur opposition liée à la perception d'une perte de souveraineté.
Le cadre d'action et le statut antérieur de Frontex ont entravé sa capacité à répondre efficacement et de remédier durablement à la situation créée par la "crise des réfugiés" : elle s'appuyait sur les contributions volontaires des États membres en ce qui concerne les ressources, elle ne disposait pas de son propre personnel opérationnel et ne pouvait effectuer ses propres opérations d'éloignement ou de gestion de frontière, sans l'autorisation préalable d'un État membre. De plus, Frontex ne disposait pas d'un mandat explicite pour mener des opérations de recherche et sauvetage en mer. Le renforcement de l'Agence en 2016 vise à répondre à toutes ces limitations. Les fondements juridiques de cette évolution sont l'article 77, paragraphe 2(b) et (d), et l'article 79, paragraphe 2 (c), du traité sur le fonctionnement de l'Union européenne. L'article 77 autorise l'UE à adopter par voie législative une « introduction progressive d'un système de gestion intégré des frontières extérieures » et l'article 79 autorise l'UE à mettre en œuvre des lois concernant l'éloignement de nationaux de pays-tiers résidant illégalement dans l'UE.

### Seconde extension en 2019
Le mandat de l'agence est élargie une seconde fois en 2019 lorsqu'il lui est demandé de mettre sur pied un corps permanent de gardes-frontières et gardes-côtes européens, premier service européen en uniforme.

## Organisation
Selon la Commission européenne, le Corps européen de garde-frontières et garde-côtes de contrôle des frontières et de la garde côtière « réunira une Agence européenne de garde-frontières et garde-côtes construite à partir de l'agence Frontex et les agences des États membres responsables de la gestion de la frontière » avec une gestion quotidienne des frontières extérieures restant de la responsabilité des États membres. Il est prévu que la nouvelle Agence européenne de garde-frontières et garde-côtes agira dans un rôle de soutien pour les membres qui en ont besoin, ainsi que dans un rôle de coordination de la gestion d'ensemble des frontières extérieures de l'Europe. La sécurisation et la patrouille le long des frontières extérieures de l'Union européenne (UE, dans la pratique, l'espace Schengen, y compris les pays associés à l'espace Schengen, ainsi les membres de l'UE qui n'ont pas encore adhéré à l'espace Schengen, mais sont tenus de le faire) serait une responsabilité partagée entre l'agence et les autorités nationales.

### Agence

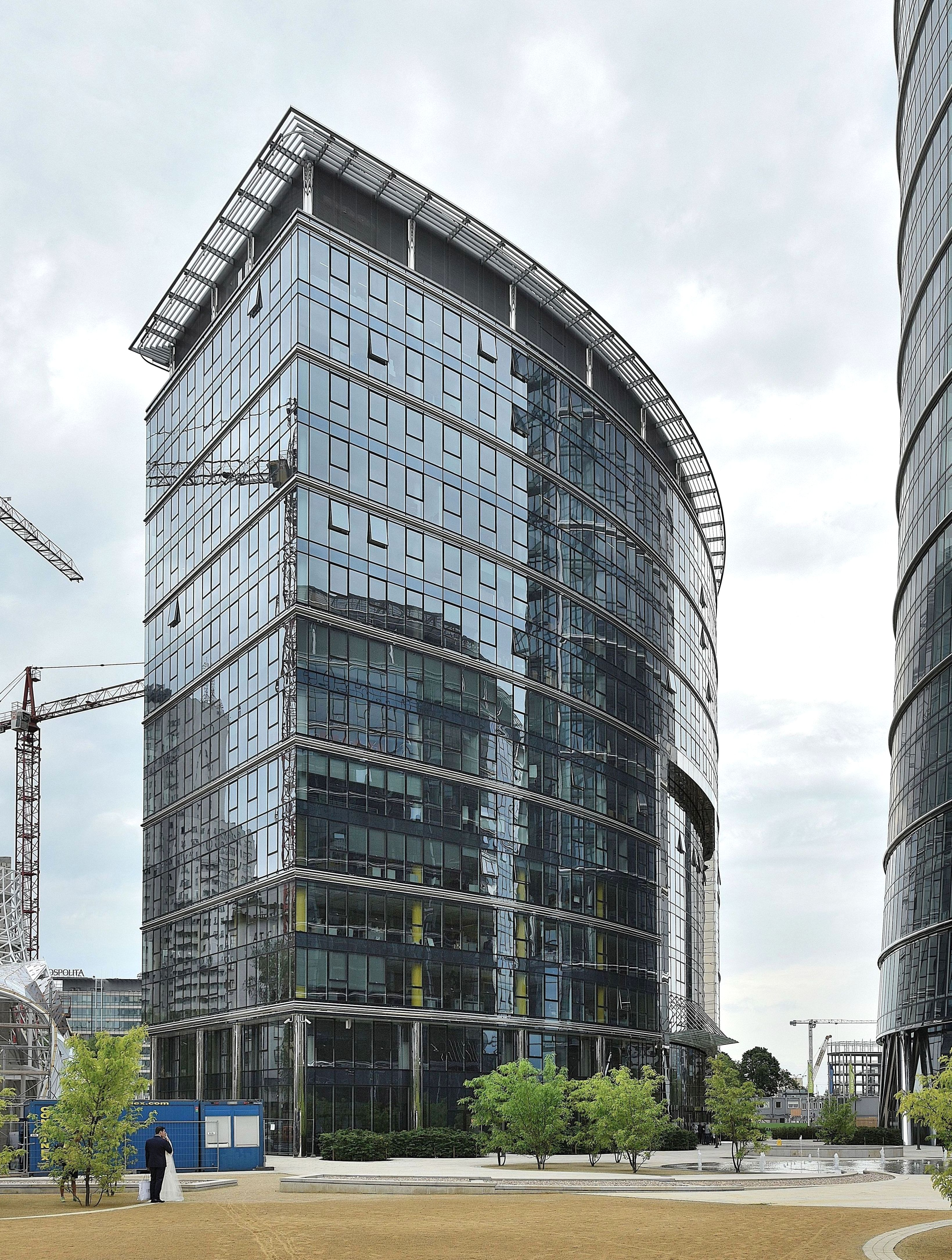
Complexe de bureaux Warsaw Spire à Varsovie : siège de Frontex, siège proposé de l'AEGCGF.

L'Agence européenne de garde-frontières et garde-côtes se situe dans la continuité de l'agence Frontex : elle conserve donc la même personnalité juridique. L'objectif de ce changement est d'augmenter les compétences de l'agence et de mieux la préparer à l'exercice de ses activités opérationnelles.
Elle sera chargée de coordonner son travail aux côtés de l'Agence européenne de contrôle des pêches et de l'Agence européenne pour la sécurité maritime.
Le personnel permanent de l'Agence serait plus que doublé. Concernant les équipements de l'agence (navires de patrouille, d'avions, d'hélicoptères, etc. qui requièrent un drapeau d'un État) les États membres où ce matériel est enregistré sont désormais tenus de le mettre à la disposition de l'Agence lorsque cela est nécessaire. Une réserve d'intervention rapide, comprenant des gardes-frontières et des moyens techniques, est mise à la disposition de l'agence afin d'augmenter sa capacité de réaction rapide aux situations.

#### Direction

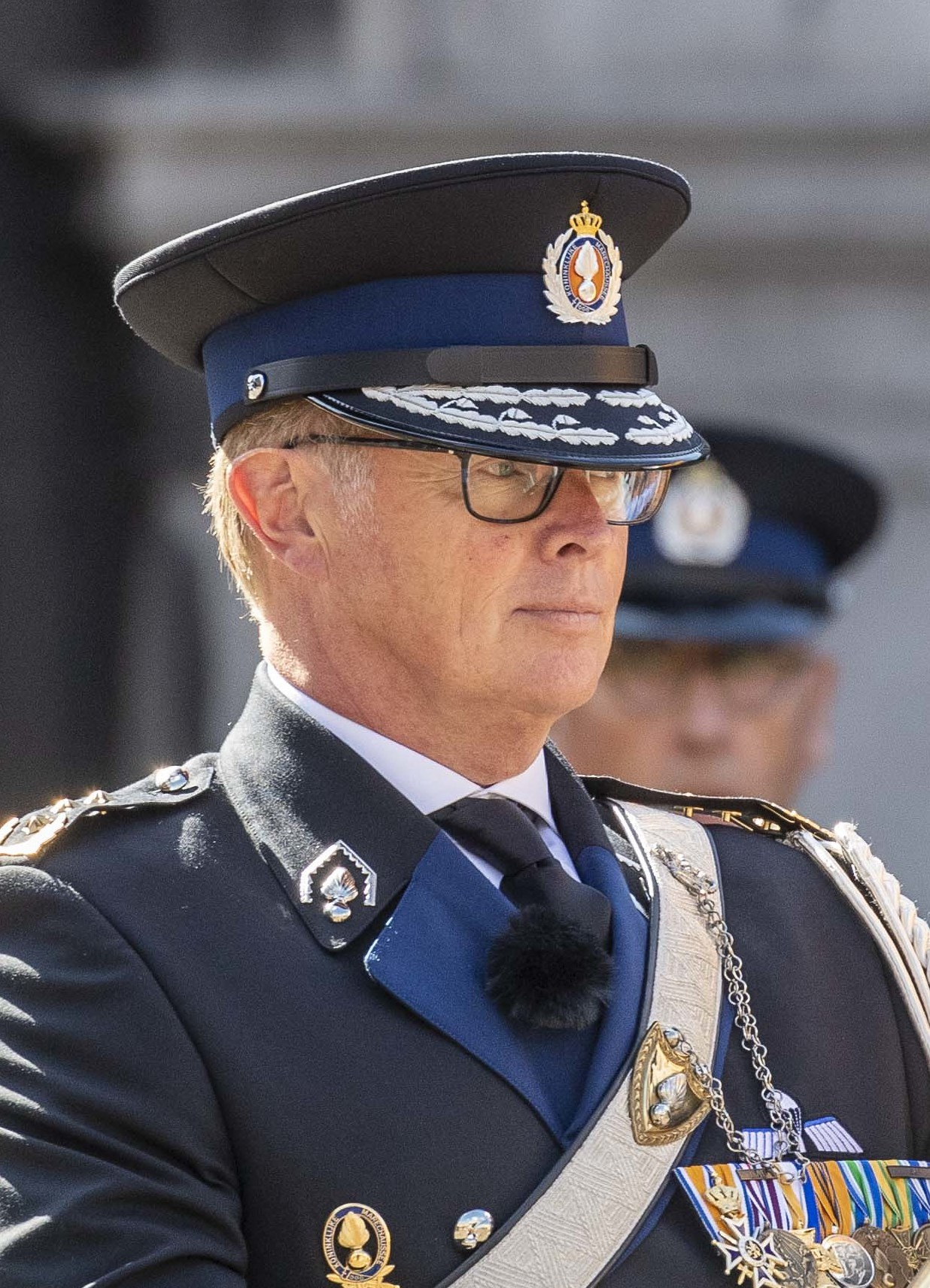
L'officier militaire néerlandais Hans Leijtens, directeur de Frontex depuis 2023.

Le Français Fabrice Leggeri dirige l'agence à partir de sa création en 2016 jusqu'à sa démission en avril 2022. Aija Kalnaja, ancienne directrice adjointe de la police lettone et en poste au sein de Frontex depuis près de dix ans, assure alors l'intérim et se présente pour lui succéder, mais elle est elle-même menacée par une enquête de l'Office européen de lutte antifraude (OLAF), qui avait fait chuter Leggeri. L'officier militaire néerlandais Hans Leijtens (nl), ancien commandant de la Maréchaussée royale ayant servi en Afghanistan, est finalement élu le 20 décembre 2022 par le conseil d'administration de l'agence. Il prend ses fonctions le 1er mars 2023.

#### Budget
Le budget de l'agence est passé de 143 millions d'euros initialement prévus pour 2015 à 238 millions d'euros en 2016, 281 millions d'euros en 2017, 322 millions d'euros en 2020 et 543 millions en 2021. Il atteint 750 millions en 2022.

#### Équipes
Des équipes de gardes-frontières et garde-côtes européenne seraient établies et déployées pour les opérations conjointes et les interventions rapides. Ses effectifs passent de 45 agents en 2005, 402 membres en 2016 à 1 500 en 2022. Une force de réserve de 1 500 gardes, dont 170 français, utilisant des moyens d'intervention rapides, sera constituée. Ses équipes devraient atteindre 10'000 personnes d'ici à 2027.

#### Fonctionnement juridique
Lorsque des lacunes dans le fonctionnement du système de gestion des frontières d'un État membre sont identifiés lors d'un test de vulnérabilité, l'agence sera en mesure d'exiger que les États membres prennent rapidement des mesures correctives. Dans des situations d'urgence qui mettent en péril le fonctionnement de l'espace Schengen ou lorsque des lacunes n'ont pas été comblées, l'agence sera en mesure d'intervenir pour s'assurer que des mesures sont prises sur le terrain même s'il n'y a pas de demande d'aide de l'État membre concerné ou lorsque l'État estime que les mesures supplémentaires ne sont pas nécessaires.
Les États membres seront en mesure de demander des opérations conjointes, des interventions rapide à la frontière et le déploiement des équipes de garde-côtes et frontières afin de soutenir les autorités nationales lorsqu'un État membre connaît un afflux de migrants qui met en danger l'espace Schengen. Dans un tel cas, en particulier lorsque l'action d'un état membre n'est pas suffisante pour gérer la crise, la Commission aura le pouvoir d'adopter une décision d'exécution qui déterminera si la situation sur un segment spécifique des frontières extérieure exige une action urgente au niveau de l'UE. Sur la base de cette décision, l'AEGFGC sera en mesure d'intervenir et de déployer ses équipes pour s'assurer que des mesures sont prises sur le terrain, même lorsqu'un État membre est incapable ou refuse de prendre les mesures nécessaires.
Le droit d'intervention est un point de discorde entre un certain nombre de pays membres de l'UE et de la Commission, en particulier ceux dont les frontières forment les frontières extérieures de l'UE, tels que la Grèce, la Hongrie, l'Italie et la Pologne. Ils veulent s'assurer que l'intervention ne soit possible qu'avec le consentement des États membres dont les frontières extérieures nécessitent la présence de l'AEGFGC. Le ministre adjoint des Affaires européennes de la Grèce, Nikos Xydakis, a déclaré dans une interview que la Grèce est en faveur d'une action européenne commune et d'un changement de mandat pour Frontex, elle ne veut pas que l'agence prenne totalement en charge la migration et les flux de réfugiés.

### Autorités nationales

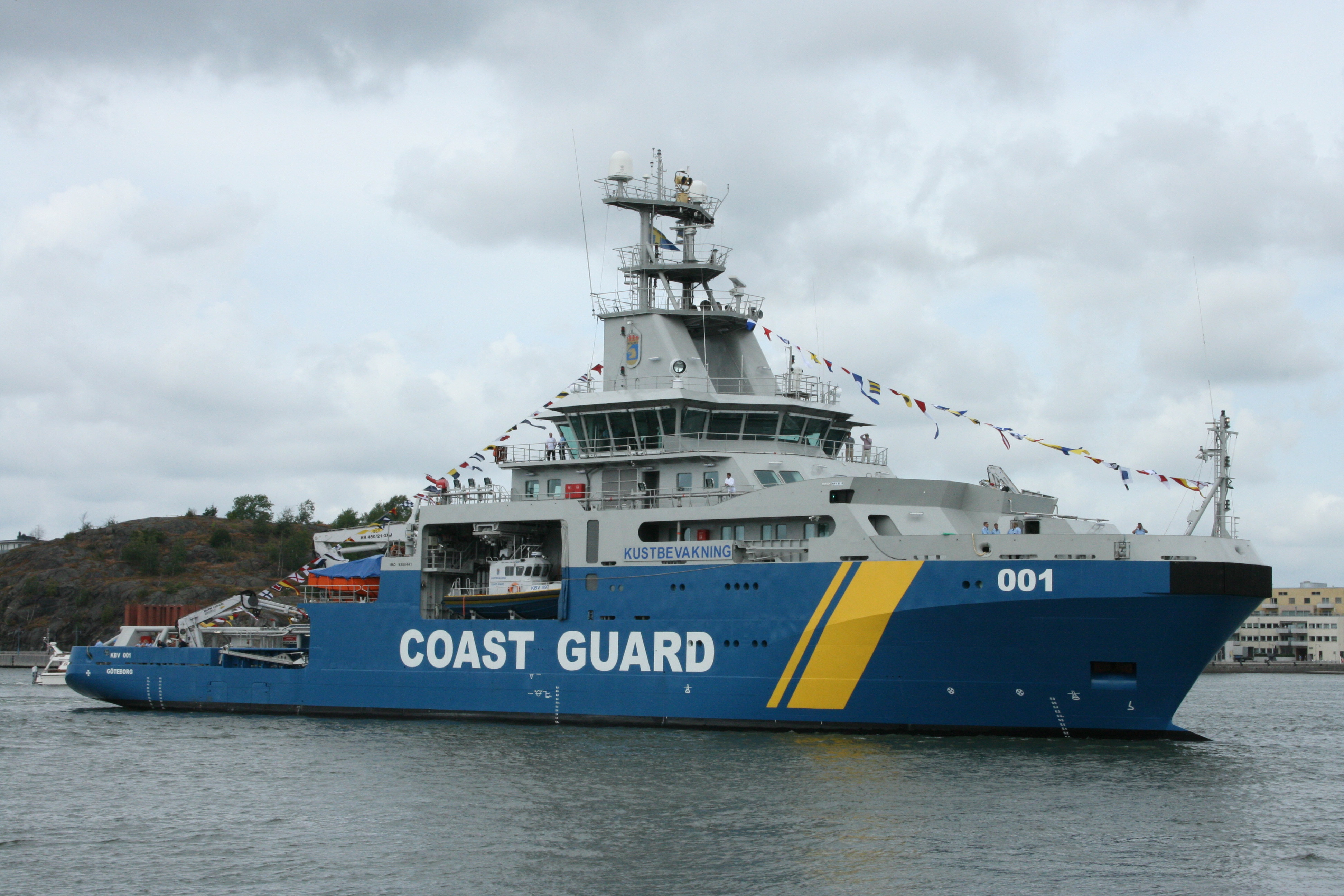
Le Poseidon, un navire des Garde-côtes suédois. Les garde-frontières et garde-côtes nationales feront partie du Corps européen de garde-frontière et garde-côte, aux côtés d'une agence dédiée de l'UE.

En tant que membres du Corps de garde-frontières et garde-côtes européen, les agences nationales suivantes continueront à exercer la gestion quotidienne de leur section des frontières extérieures de l'espace Schengen :
| État membre | Garde-frontières                                  |
| ----------- | ------------------------------------------------- |
| Estonie     | Garde-frontières                                  |
| Espagne     | Garde civile Service de surveillance douanière    |
| Finlande    | Gardes-frontières                                 |
| France      | Police aux frontières Douanes et Droits indirects |
| Grèce       | Police                                            |
| Hongrie     | Police                                            |
| Lettonie    | Garde-frontières d'État                           |
| Lituanie    | Service d'État des Garde-frontières               |
| Norvège     | Police Garnison de Sør-Varanger                   |
| Pologne     | Garde-frontières                                  |
| Slovaquie   | Bureau of Border and Alien Police                 |

| État membre | Garde-côtes                                                                                            |
| ----------- | --- |
| Allemagne   | Garde-côtes fédéraux                                                                                   |
| Belgique    | Garde-côtes                                                                                            |
| Danemark    | Amirauté de la force navale                                                                            |
| Estonie     | Garde-frontières                                                                                       |
| Espagne     | Garde civile Sécurité maritime et la Société de sauvetage                                              |
| Finlande    | Garde-frontières                                                                                       |
| France      | Gendarmerie maritime Garde-côtes des douanes Affaires maritimes Marine nationale Police aux frontières |
| Grèce       | Garde-côtes                                                                                            |
| Islande     | Garde-côtes                                                                                            |
| Italie      | Corps des capitaineries de port - Garde côtière                                                        |
| Lettonie    | Gardes-frontières d'État Forces navales                                                                |
| Lituanie    | Service d'État des Garde-frontières                                                                    |
| Malte       | Escadron maritime des Forces armées                                                                    |
| Pays-Bas    | Garde-côtes                                                                                            |
| Norvège     | Garde-côtes                                                                                            |
| Pologne     | Garde-frontières                                                                                       |
| Portugal    | Autorité du système maritime                                                                           |
| Suède       | Garde-côtes                                                                                            |

## Activités

### Contrôle et analyse des risques
Un centre de contrôle et d'analyse des risques sera établi, avec l'autorisation de réaliser des analyses de risques et de surveiller les flux migratoires vers et au sein de l'UE. Les analyses du risque devront inclure le crime transfrontalier et le terrorisme, traiter les données personnelles de personnes soupçonnées d'être impliquées dans des actes de terrorisme et à coopérer avec d'autres agences de l'Union et les organisations internationales sur la prévention du terrorisme. Il sera établi une évaluation obligatoire des vulnérabilités des États membres afin de contrôler leur capacité de faire face aux risques actuels ou à venir.
L'Agence sera en mesure de lancer des opérations conjointes, y compris avec l'utilisation de drones lorsque cela est nécessaire. Le système d'observation terrestre de l'Agence spatiale européenne, Copernic, devrait fournir l'Agence avec des capacités de surveillance satellite en temps réel, en plus des capacités offertes actuellement par le système de surveillance des frontières Eurosur.

### Rapatriement des immigrants illégaux
Il sera établi un Bureau des retours avec la capacité de rapatrier les immigrés en situation irrégulière par le déploiement d’Équipes européennes d’intervention en matière de retour. Pour ce rapatriement, un document de voyage européen unique permettrait d'assurer une plus large acceptation des retours par les pays tiers. Dans des situations d'urgence de telles équipes d'intervention seraient envoyées dans les zones à problème pour renforcer la sécurité, soit à la demande d'un État membre ou à l'initiative de l'agence.

### Opérations extérieures
L'agence intervient aussi hors des frontières de l'Union européenne. Le 22 mai 2019, Frontex se déploie pour la première fois hors des frontières européennes, plus précisément en Albanie. L'objectif de ce déploiement est d'« aider l’Albanie en matière de contrôle aux frontières et de lutte contre la criminalité transfrontalière ». Les autorités albanaises conservent toutefois le contrôle des frontières, les agents européens ne prêtant que « soutien et assistance en matière tant technique qu’opérationnelle ». Outre cet exemple, Frontex est intervenue aussi en Bosnie-Herzégovine, en Serbie, au Monténégro et en Macédoine.
Frontex ne participe à l'opération EUNAVFOR Med qu'en matière de partage d'informations.

### Externalisation
L'agence délègue et finance des activités à des pays extra-européens. Un des exemples les plus connus est l'accord signé entre l'Union européenne et la Turquie en 2016. L'agence a participé aussi à la formation des gardes-côtes libyens et a lancé un programme avec l'Afrique de l'Ouest nommé "Africa-Frontex Intelligence Community" (AFIC).

## Critiques
L'agence est critiquée pour sa violation des droits humains des personnes migrantes et pour son manque général de transparence vis-à-vis de ses activités. Le parlement européen a mis sur pied une commission d'enquête à son sujet et l'Office européen de lutte antifraude (OLAF) a lui aussi lancé sa propre enquête. L'agence serait en 2022 l'objet de plus de dix enquêtes des instances de l'Union européenne. Ces critiques ont été à l'origine, en novembre 2021, du lancement par des associations de la société civile suisses, d'un référendum contre l'augmentation du financement de Frontex (24 en 2021 à 61 millions de francs suisses d'ici à 2027) . Le 5 mai 2022, la télévision TV5 Monde propose de faire le point vis-à-vis des critiques adressées à l'agence en écho à la démission de son directeur.

### Violations directes des droits humains
En 2019, des enquêtes diffusées sur la chaîne de télévision allemande ARD, le site d’investigation allemand Correctiv et le journal anglais The Guardian concluent que Frontex tolère et se rend coupable de violations des droits fondamentaux de réfugiés. Le Guardian note que l'agence investit massivement dans des drones de surveillance aérienne, dont le statut légal est obscur, plutôt que dans des navires de sauvetage : cela est interprété comme « une façon de dépenser de l'argent sans prendre la responsabilité de sauver des vies ».
Des enregistrements diffusés par The Guardian confirment la collaboration entre l'UE et les gardes-côtes libyens.
Depuis décembre 2020, l'agence fait l'objet d'une enquête de l'OLAF, l'organe de surveillance antifraude de l'UE, portant sur des allégations de « harcèlement, d'inconduite et de refoulement ("Pushbacks") de migrants ». Au même moment sort une enquête approfondie et documentée par des ONG de ces agissements illégaux.
Il est également reproché à l'agence de ne pas avoir nommé les 40 agents du bureau des droits fondamentaux, le service indépendant chargé d'enquêter sur les cas où des fonctionnaires de Frontex sont accusés de violations des droits de l'homme.

#### Refoulements vers la Turquie
Fin avril 2021, le parlement européen bloque symboliquement le vote de la décharge du budget 2019 de l’agence Frontex, qu'il soupçonne d’avoir participé à des renvois forcés de migrants. Trois mois plus tard, un audit très critique de la Cour des comptes européenne montre que Frontex ne soutient toujours pas de manière satisfaisante les États membres dans leur gestion des frontières extérieures de l’UE.
En avril 2022 Le Monde révèle que Frontex a procédé entre mars 2020 et septembre 2021 à plusieurs dizaines de refoulements illégaux de migrants qui cherchaient à joindre la Grèce depuis la Turquie, en les qualifiant de façon mensongère d'« opérations de prévention au départ » dans les bases de données de Frontex. Les migrants ainsi refoulés par la police grecque ont été empêchés de demander l’asile en Grèce, ce qui est contraire au droit international. Le désintérêt de Frontex pour ces violations des droits de l’homme est documenté par l’Office européen de lutte antifraude dans  un rapport non public bouclé en février 2022,. Ce rapport pousse le directeur exécutif de l’agence européenne Fabrice Leggeri à présenter sa démission,,.

#### Mauvais traitements en Bulgarie
Une enquête du Monde et du collectif de journalistes Lighthouse Reports et d'autres médias européens (Monitor, Der Spiegel, Domani, RFE/RL Bulgaria et Sky News) démontrent qu’une cage est utilisée par des gardes-frontières bulgares pour détenir illégalement des réfugiés, sous l’œil de l’agence européenne Frontex.

#### Collaboration avec la Libye
L'agence finance des tâches de contrôle par des pays tiers sans regarder les conditions de leur exécution. L'exemple des abus subis par les personnes migrantes sur les côtes libyennes en est un des exemples les plus dramatiques.
En janvier 2022, Le Monde apporte la preuve, à partir de l'analyse d'images aériennes prises par des aéronefs de Frontex entre 2018 et 2022 et publiées par les garde-côtes libyens sur leurs pages Facebook, que Frontex a collaboré avec les garde-côtes libyens.

### Opacité
L'agence refuse aux chercheurs, chercheuses et aux journalistes l'accès aux données sur les moyens utilisés par elle en mettant en avant des motifs sécuritaires. Elle aurait pourtant signé des contrats de dizaine de millions d'euro avec des entreprises de surveillance aériennes et d'armement.

### Corruption
L'OLAF enquête également sur des allégations d'irrégularités dans l'attribution de marchés publics et dans la promotion de certains agents.
Une investigation du Parquet européen sur la surfacturation de services de voyages destinés à Frontex de 2019 à 2022 évoque la légèreté des contrôles exercés par Frontex. Plusieurs employés de Frontex sont soupçonnés d'avoir été complices ou d'avoir profité de ces agissements.

## Sources
- (en) Cet article est partiellement ou en totalité issu de l’article de Wikipédia en anglais intitulé « European Border and Coast Guard » (voir la liste des auteurs).

### Documents
- Règlement  2016/1624 du Parlement européen et du Conseil relatif au corps européen de garde-frontières et de garde-côtes, modifiant le règlement (UE) 2016/399 du Parlement européen et du Conseil et abrogeant le règlement (CE) n° 863/2007 du Parlement européen et du Conseil, le règlement (CE) n° 2007/2004 du Conseil et la décision 2005/267/CE du Conseil, 32016R1624, adopté le 14 septembre 2016, JO du 16 septembre 2016, p. 1-76, entré en vigueur le 6 octobre 2016  [consulter en ligne, notice bibliographique]
- Vulnerabilities and Protection of Migrants, CICR et EUISS, 22 septembre 2016 (lire en ligne)
- Cour des comptes européenne, « Rapport spécial – 08/2021 "Soutien de Frontex à la gestion des frontières extérieures: pas assez efficace jusqu'ici » (publié sous licence CC BY 4.0.), sur op.europa.eu, 2021 (ISBN 978-92-847-6110-4, DOI doi:10.2865/32, consulté le 25 juillet 2021), p. 6

## Compléments